# Agdaš
Agdaš (azerski: Ağdaş) je naseljeno mjesto u Azerbajdžanu. Agdaš je središte Agdaškoga rajona. Prema popisu stanovništva iz 2010. Agdaš ima 25 345 stanovnika.